# Boston Yanks
Los Boston Yanks fueron un equipo de la NFL ubicado en Boston, Massachusetts que jugó de 1944 a 1948. El equipo jugó sus partidos
de local en el Fenway Park. Los juegos que entraban en conflicto con el calendario de los Boston Red Sox se llevaron a cabo en el Braves Field.
El dueño del equipo Ted Collins, quien manejaba a la cantante Kate Smith, tomó el nombre de "Yanks" porque originalmente quería
tener un equipo que jugara en el Yankee Stadium de New York. Los Yanks tuvieron una marca de 2-8 durante su primera temporada.
Debido a la escasez de jugadores provocado por la Segunda Guerra Mundial, los Yanks se fusionaron con los Brooklyn Tigers
para la temporada 1945. El equipo fusionado jugó cuatro partidos en casa en Boston y una en New York. mas eso no importó a los aficionados de ambas,
ya que terminó con una marca de 3-6-1.
Cuando el propietario de Brooklyn Tigers Dan Topping anunció su intención de unirse a la All-America Football Conference en 1946, su
franquicia de la NFL fue revocada y todos sus jugadores fueron asignados a los Yanks. Después de tres temporadas perdedoras consecutivas,
finalmente se le permitió a Collins trasladarse a New York. Pero en lugar de una reubicación oficial, le pidió a la liga plegar oficialmente
su franquicia de Boston y darle una nueva franquicia, para una deducción de impuestos. La liga le concedió su petición, y Collins nombró a su
nuevo equipo de los New York Bulldogs.
Los Boston Yanks es el único equipo oficialmente extinto NFL en tener la primera selección del draft.
Fue en dos ocasiones, en 1944 y 1946. Las dos veces que han seleccionado un quarterback de la Universidad de Notre Dame:
Angelo Bertelli (1944) y Frank Dancewicz (1946). Propietario Ted Collins movió la "desaparecida" franquicia de los Yanks a New York en
1949, donde continuó durante un año como los Bulldogs y dos años como los New York Yanks.

## Primera selecciones del draft
| Año  | Jugador            | Posición    | Universidad  |
| ---- | ------------------ | ----------- | ------------ |
| 1944 | Angelo Bertelli    | Quarterback | Notre Dame   |
| 1945 | Sam Francis        | Fullback    | Georgia Tech |
| 1946 | Frank Dancewicz    | Quarterback | Notre Dame   |
| 1947 | Fritz Barzilauskas | Guard       | Yale         |
| 1948 | Vaughn Mancha      | Center      | Alabama      |

## Jugadores del Salón de la Fama
- Clarence "Ace" Parker

## Temporadas
| Año     | V  | D  | E | Resultados | Entrenador    |
| ------- | -- | -- | - | ---------- | ------------- |
| 1944    | 2  | 8  | 0 | 4.º Este   | Herb Kopf     |
| 1945    | 3  | 6  | 1 | 3.º Este   | Herb Kopf     |
| 1946    | 2  | 8  | 1 | 5.º Este   | Herb Kopf     |
| 1947    | 4  | 7  | 1 | 3.º Este   | Clipper Smith |
| 1948    | 3  | 9  | 0 | 5.º Este   | Clipper Smith |
| Totales | 14 | 38 | 3 |            |               |